# Astana Open 2020
Astana Open 2020 — тенісний турнір, що проходив на кортах з твердим покриттям у місті Астана, Казахстан з 26 жовтня до 2 листопада. Належав до категорії ATP 250, був турніром серії Almaty Open 2020 року.

## Фінальна частина

### Одиночний розряд
Джон Міллман —  Адріан Маннаріно 7–5, 6–1

### Парний розряд
Сандер Жіє /  Йоран Вліґен —  Макс Перселл /  Люк Савіль 7–5, 6–3